# Episodi de I Simpson (prima stagione)
La prima stagione de I Simpson è andata in onda negli Stati Uniti dal 17 dicembre 1989 al 13 maggio 1990.
L'episodio Nati per essere sfrenati ha vinto un Emmy per il miglior programma animato.
In Italia è stata trasmessa per la prima volta dal 1º ottobre al 29 dicembre 1991 su Canale 5.
| N° | Titolo originale                  | Titolo italiano                  | Prima TV USA     | Prima TV Italia  |
| -- | --------------------------------- | -------------------------------- | ---------------- | ---------------- |
| 1  | Simpsons Roasting on an Open Fire | Un Natale da cani                | 17 dicembre 1989 | 24 dicembre 1991 |
| 2  | Bart the Genius                   | Bart il genio                    | 14 gennaio 1990  | 1º ottobre 1991  |
| 3  | Homer's Odyssey                   | L'odissea di Homer               | 21 gennaio 1990  | 12 novembre 1991 |
| 4  | There's No Disgrace Like Home     | Amara casa mia                   | 28 gennaio 1990  | 5 novembre 1991  |
| 5  | Bart the General                  | Bart il grande                   | 4 febbraio 1990  | 29 ottobre 1991  |
| 6  | Moaning Lisa                      | Lisa sogna il blues              | 11 febbraio 1990 | 8 ottobre 1991   |
| 7  | The Call of the Simpsons          | Il richiamo dei Simpson          | 18 febbraio 1990 | 12 novembre 1991 |
| 8  | The Telltale Head                 | La testa parlante                | 25 febbraio 1990 | 22 ottobre 1991  |
| 9  | Life on the Fast Lane             | Nati per essere sfrenati         | 18 marzo 1990    | 19 novembre 1991 |
| 10 | Homer's Night Out                 | Homer in the Night               | 25 marzo 1990    | 1º dicembre 1991 |
| 11 | The Crepes of Wrath               | Crêpes alle crêpes, vino al vino | 15 aprile 1990   | 29 dicembre 1991 |
| 12 | Krusty Gets Busted                | Krusty va al fresco              | 29 aprile 1990   | 26 novembre 1991 |
| 13 | Some Enchanted Evening            | Sola, senza amore                | 13 maggio 1990   | 15 ottobre 1991  |

## Un Natale da cani
- Titolo originale: Simpsons Roasting on an Open Fire
- Diretto da: David Silverman
- Scritto da: Mimi Pond

### Trama
Marge domanda ai figli cosa vorrebbero ricevere per Natale: Lisa chiede un pony, mentre Bart un tatuaggio. Arrivati al centro commerciale per comperare i regali, Bart scopre un negozio di tatuaggi e mente sulla propria età per farsene fare uno con la scritta «mother» (mamma). La madre però lo sorprende a metà del lavoro, lo trascina e, per far rimuovere il tatuaggio incompleto («moth», cioè falena), spende tutti i risparmi della famiglia, pensando di usare per gli acquisti natalizi la tredicesima di Homer. Ma c'è un inconveniente: il signor Burns non concede alcuna tredicesima ai suoi impiegati. Rimasto dunque senza soldi per i regali, Homer si trova un lavoro come Babbo Natale ai grandi magazzini. Qui si imbatte in Bart: il figlio gli strappa la barba dal viso, rivelando a tutti la sua vera identità. Homer si ritrova senza lavoro e con solo tredici dollari raccolti. Dopo aver ricevuto una soffiata da Barney Gumble, Homer decide di portare Bart al cinodromo, dove però scommette su un altro cane, «Piccolo Aiutante di Babbo Natale», che però arriva ultimo. Mentre Homer e Bart avviliti lasciano la pista, Piccolo Aiutante di Babbo Natale viene cacciato dal suo proprietario in seguito all'ennesima sconfitta. Homer, seppur riluttante, accetta di prenderlo con sé e portarlo a casa. La coppia si avvia con il cane e Homer è pronto ad annunciare alla famiglia che non ci sarà alcun Natale. Ma al loro arrivo, Marge e Lisa scambiano il cane per un regalo e tutti festeggiano.

## Bart il genio
- Titolo originale: Bart the Genius
- Diretto da: David Silverman
- Scritto da: Jon Vitti

### Trama
Dopo aver fatto infuriare Homer durante una partita a Scrabble, Bart disegna un murale che mette in ridicolo il preside Skinner. Martin decide però di fare la spia, riferendo ciò che sta facendo Bart a Skinner, che lo convoca nel suo ufficio il giorno stesso dopo la scuola. Entrato in classe, Bart scopre che la Scuola Elementare di Springfield ha preparato un test per valutare il quoziente intellettivo degli alunni per il quale non ha studiato. Trovandosi in difficoltà, decide di scambiare il suo test con quello di Martin. Quel pomeriggio, Homer, Marge e Bart sono nell'ufficio del preside che li avverte del murale disegnato da Bart ma il colloquio viene successivamente interrotto da Loren, lo psicologo scolastico, che informa Skinner e i signori Simpson che Bart ha preso il voto più alto della classe nell'ultimo test d'intelligenza, proponendo di trasferirlo in un'accademia adatta agli allievi più studiosi. Quando viene iscritto nella nuova scuola, le sue capacità vengono meno e viene deriso da tutti i compagni di classe, mentre Homer e Marge apprezzano la falsa bravura del figlio. Bart decide così di andare nella sua vecchia scuola a chiedere aiuto ai suoi ex compagni, ma questi lo scacciano via per averli abbandonati. Un giorno, dopo aver fallito un esperimento di chimica, il bambino confessa di aver imbrogliato al test dinanzi a Loren, che lo iscrive nuovamente alla sua vecchia scuola. Tornato a casa decide di confessare la sua marachella anche ad Homer dicendo d'altra parte che si è divertito a passare questi giorni. Malgrado questo, un Homer inferocito insegue Bart per strangolarlo e addirittura picchia sulla porta della camera in cui si è rinchiuso.
- Guest star: Marcia Wallace (Edna Caprapall)

## L'odissea di Homer
- Titolo originale: Homer's Odyssey
- Diretto da: Wes Archer
- Scritto da: Jay Kogen e Wallace Wolodarsky

### Trama
La signora Caprapall porta la classe di Bart in visita alla Centrale Nucleare di Springfield. Homer, nel frattempo, scorrazza in giro per l'impianto su un carrello elettrico nel tentativo di trovarli, ma si distrae dalla guida e si schianta contro una tubatura radioattiva, causando la chiusura della centrale. Homer viene licenziato per le sue ripetute violazioni delle norme di sicurezza. Depresso e, soprattutto, incapace di trovare un nuovo lavoro scrive una lettera di addio e se ne va di casa per gettarsi da un ponte. Lisa trova il biglietto e dà l'allarme a tutta la famiglia. Marge e i figli accorrono per fermarlo e, mentre stanno attraversando la strada, rischiano di essere investiti da un camion. Homer, però, evita la strage. Homer s'imbarca in una crociata per rendere più sicure le strade di Springfield. Ovunque, vengono disposti rallentatori di velocità, segnali stradali, poster per la sicurezza pubblica. Quando tutto ciò comincia ad annoiarlo, Homer si scaglia contro la Centrale Nucleare, radunando la gente di Springfield sotto la sua bandiera. Burns decide di offrirgli il posto di supervisore alla sicurezza e un grosso aumento di stipendio. Homer accetta l'incarico e tranquillizza la gente con la promessa di garantire una Centrale Nucleare a prova di bomba.
- Guest star: Marcia Wallace (Edna Caprapall)

## Amara casa mia
- Titolo originale: There's No Disgrace Like Home
- Diretto da: Gregg Vanzo e Kent Butterworth
- Scritto da: Al Jean e Mike Reiss

### Trama
Durante il picnic aziendale, Homer nota come le altre famiglie siano più calme e felici della sua, dove i litigi sono all'ordine del giorno. Decide allora di portare la sua famiglia da Marvin Monroe, credendo di poterla cambiare per il meglio. Vende addirittura la TV per pagare la terapia familiare, creando malumore tra i componenti. La terapia si rivela un fallimento al punto che Marvin, in crisi di nervi, li rimborsa profumatamente (il doppio della sua tariffa) pur di toglierseli dai piedi. Sulla via del ritorno, Marge asserisce che non c'è niente da curare in loro e che l'unica cosa importante è l'amore reciproco. Allora, i Simpson pensano di ricomprare il loro vecchio televisore, ma Homer lo definisce un valvolone e preferisce comprarne uno nuovo, grazie al generoso rimborso di Marvin.

## Bart il grande
- Titolo originale: Bart the General
- Diretto da: David Silverman
- Scritto da: John Swartzwelder

### Trama
Bart, per difendere i dolcetti preparati da Lisa dalle prepotenze dei bulli della scuola, è vittima di un pestaggio da parte di Nelson. Decide di rivolgersi a Homer per chiedere consigli su cosa fare per difendersi, ma scopre che il padre non sa cosa consigliargli. Ad aiutarlo sarà invece Abraham che gli presenta Herman, esperto di strategie di guerriglia. Col suo aiuto, Bart organizza un esercito di bambini per combattere Nelson che alla fine verrà sconfitto da un bombardamento di palloncini pieni d'acqua. Alla fine Herman fa firmare a Nelson un armistizio in cui gli viene impedito di picchiare e maltrattare Bart in futuro. L'episodio si conclude con un discorso di Bart sulla guerra rivolto al pubblico.

## Lisa sogna il blues
- Titolo originale: Moaning Lisa
- Diretto da: Wesley Archer
- Scritto da: Al Jean e Mike Reiss

### Trama
Nulla sembra andare per il verso giusto a Lisa, che cade in depressione. Riguadagnerà la felicità incontrando Gengive Sanguinanti Murphy, con il quale si ritrova ogni sera per raccontarsi la propria vita e suonare il sax, strumento detestato dalla famiglia perché considerato soltanto una fonte di assordante rumore.
- Guest star: Ron Taylor (Gengive Sanguinanti Murphy)

## Il richiamo dei Simpson
- Titolo originale: The Call of the Simpsons
- Diretto da: Wesley Archer
- Scritto da: John Swartzwelder

### Trama
Homer decide di trascorrere un po' di tempo con la famiglia, noleggiando un camper e facendo una gita nei boschi. Homer, però, non riesce a governare il mezzo e finisce fuori strada. I Simpson riescono a uscire dal camper che, un secondo dopo, cade in un burrone lasciando la famiglia senza viveri. Homer e Bart decidono di cercare aiuto, ma finiscono in una cascata e perdono i loro vestiti mentre Lisa e Marge si rivelano molto più adatte alla vita nella foresta, costruendo un rifugio e accendendo un fuoco. Maggie, nel frattempo, viene rapita da alcuni orsi con i quali fa amicizia. Homer, cercando cibo, viene attaccato dalle api e, dopo essere caduto in una pozza di fango, viene scambiato per Piedone da dei turisti: i giornali cominciano a parlarne e le autorità lo catturano. Solo in seguito si scoprirà il malinteso.
- Guest star: Albert Brooks (Bob)

## La testa parlante
- Titolo originale: The Telltale Head
- Diretto da: Rich Moore
- Scritto da: Al Jean, Mike Reiss, Sam Simon e Matt Groening

### Trama
Dando ascolto ad alcuni teppisti, Bart decapita la statua di Jebediah. Il fatto crea rabbia e stupore tra i cittadini, determinati a ritrovare la testa e Bart che l'ha tolta. Quando Bart si rende conto dell'errore commesso, decide di rimettere a posto la testa insieme a Homer. I cittadini li vedono e cominciano a rincorrerli. Sembra ormai tutto perduto, ma Bart sale sulla statua e spiega ai cittadini che solo grazie a quest'atto vandalico, la città ha ricominciato a interessarsi a Jebediah. I cittadini, commossi, decidono di perdonarlo.

## Nati per essere sfrenati
- Titolo originale: Life on the Fast Lane
- Diretto da: David Silverman
- Scritto da: John Swartzwelder

### Trama
Per il suo 34º compleanno Homer regala a Marge una palla da bowling, sicuro che Marge, non volendola, gliela lascerà usare. Per ripicca Marge decide di imparare davvero a giocare a bowling e si fa dare lezioni da Jacques, che la corteggia e se ne innamora. Marge, però, resta fedele a Homer e, quando Jacques la invita a casa sua, in un primo momento accetta, ma poi, sulla strada per l'appartamento, va alla centrale nucleare a trovare Homer.
- Guest star: Albert Brooks (Jacques)

## Homer in the Night
- Titolo originale: Homer's Night Out
- Diretto da: Rich Moore
- Scritto da: Jon Vitti

### Trama
Bart compra tramite posta una macchina fotografica-spia, con la quale fotografa Homer mentre balla e si diverte con una danzatrice del ventre a una festa di addio al celibato. Marge lo scopre e medita di lasciare Homer per sempre. Lo obbliga quindi a cercare la danzatrice del ventre e a mostrare a Bart che le donne non sono solo oggetti.

## Crêpes alle crêpes, vino al vino
- Titolo originale: The Crepes of Wrath
- Diretto da: Wes Archer e Milton Grey
- Scritto da: George Meyer, Sam Simon, John Swartzwelder e Jon Vitti

### Trama
Mentre mostra le scuole elementari di Springfield a sua madre, Skinner incontra Bart e i suoi amici. Quando la signora Skinner si allontana per andare in bagno, Bart butta un petardo nel water e poi tira l'acqua. Esplodendo, il petardo fa saltare in aria la madre di Skinner. Esasperato dal diabolico comportamento di Bart, Skinner riesce a convincere Homer e Marge ad aderire a un programma di scambio degli studenti. Aspettandosi una grandiosa vacanza, Bart parte entusiasta per la Francia, mentre i Simpson danno il benvenuto ad Adil, dell'Albania. Bart arriva a Parigi solo per scoprire che i suoi ospitanti, Ugolin e Cesar, vogliono schiavizzarlo. A Springfield intanto Adil chiede a Homer di fargli visitare la centrale nucleare. Una volta dentro, fotografa le apparecchiature e, di nascosto, trasmette le informazioni in Albania. Ugolin e Cesar obbligano Bart a sperimentare il loro vino allungato con l'antigelo per vedere se è velenoso. Quando lo mandano a comprare altro antigelo, Bart riesce a parlare in francese e a chiedere aiuto a un poliziotto. Nel frattempo, l'FBI rintraccia i segnali via satellite usati da Adil per trasmettere il materiale segreto e lo arresta. Stessa sorte tocca in Francia agli aguzzini di Bart, che viene acclamato per aver salvato il prezioso vino francese.

## Krusty va al fresco
- Titolo originale: Krusty Gets Busted
- Diretto da: Brad Bird
- Scritto da: Jay Kogen e Wallace Wolodarsky

### Trama
Homer va al Jet Market per comprare del gelato per una serata in famiglia. Diventa, però, il testimone di una rapina da parte di Krusty, che Bart adora. Essendo stato ripreso dal video della sorveglianza e con la testimonianza di Homer, Krusty viene arrestato. Nel frattempo, Bob ha preso il suo posto e inizia a condurre uno show nel quale legge brani tratti da famosi libri e dedica parte del programma a istruire i ragazzi. Bart e Lisa non riescono a credere che Krusty abbia fatto questo. Vanno così a parlare con Bob, che regala loro due biglietti per il suo show. Mentre partecipano al programma, Bart rivela quanto hanno scoperto: nel video della sorveglianza Krusty usava un forno a microonde e leggeva la rivista letteraria Springfield Review of Books, due attività che non poteva svolgere in quanto ha un pacemaker ed è analfabeta. Bob liquida le prove dicendo che Krusty non era solito ascoltare il medico e che per leggere lo Springfield Review of Books non serve saper leggere. All'improvviso Bart, osservando la lunghezza dei piedi di Bob e mettendola a confronto con quella di Krusty mentre indossa normali scarpe, si rende conto che Bob è il rapinatore. La polizia arresta Bob, che confessa di avere incastrato Krusty perché per anni gli ha fatto fare i lavori peggiori e le gag più pericolose e umilianti. Nel frattempo Krusty viene liberato e riceve le scuse di Homer per averlo ingiustamente giudicato.
- Guest star: Kelsey Grammer (Robert G."Telespalla Bob" Terwilliger)

## Sola, senza amore
- Titolo originale: Some Enchanted Evening
- Diretto da: David Silverman e Kent Butterworth
- Scritto da: Matt Groening e Sam Simon

### Trama
Marge è molto insoddisfatta del proprio matrimonio: la famiglia non la ringrazia mai e sembra che Homer nemmeno la veda. Così decide di chiamare Marvin e gli parla dei suoi problemi: quest'ultimo le dice che deve metterci una pietra sopra e troncare la relazione. Homer al lavoro sente la telefonata alla radio e, consigliato da Boe, per rimediare le offre dei fiori e la porta fuori a cena per poi passare la notte in hotel. Bart, Lisa e Maggie nel frattempo vengono lasciati soli con Coz la babysitter. Alla televisione, Lisa e Bart vedono il profilo della donna e capiscono che è ricercata dalla polizia. I ragazzi riescono a catturarla, ma quando i genitori ritornano la liberano, pensando che i figli avessero giocato a Coz un tiro mancino. La polizia e la televisione arrivano a casa Simpson e Homer si rende conto del madornale errore, facendo una figuraccia davanti alla TV nazionale.
- Guest star: Penny Marshall (signorina Coz)